# Монжуик (писта)
Сиркуит де Монжуик (на каталонски Circuit de Montjuïc) е писта за автомобилни и мотоциклетни състезания, намираща се в планината Монжуик, Барселона, Испания.

## Име
Пистата носи името на планината Монжуик в която се намира.

## Победители във Формула 1
| Година | Пилот             | Конструктор   | Писта   | Статистика |
| ------ | ----------------- | ------------- | ------- | ---------- |
| 1975   | Йохен Мас         | Макларън-Форд | Монжуик | Статистика |
| 1973   | Емерсон Фитипалди | Лотус-Форд    | Монжуик | Статистика |
| 1971   | Джеки Стюарт      | Тиръл-Форд    | Монжуик | Статистика |
| 1969   | Джеки Стюарт      | Матра-Форд    | Монжуик | Статистика |